# Mark Ruffalo
Mark Ruffalo, född 22 november 1967 i Kenosha, Wisconsin, är en amerikansk skådespelare och producent.
Han grundade efter studierna Orpheus Theatre Company och fick genombrottet 2000 när han spelade huvudrollen i filmen You can count on me. Hans mest kända roll är ändå som Dr. Bruce Banner/Hulken i Marvel Cinematic Universe.
År 2002 fick han beskedet att han hade en hjärntumör som vid operationen dock visades vara godartad, och han återhämtade sig fullständigt.

## Filmografi

### Film

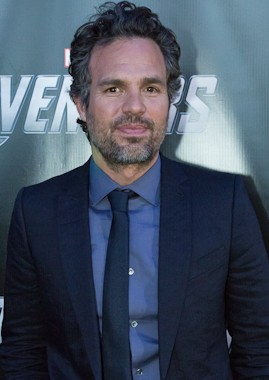
Mark Ruffalo vid premiären av The Avengers i Toronto 2012.

| År   | Titel                                     | Roll                            | Noteringar                           |
| ---- | ----------------------------------------- | ------------------------------- | ------------------------------------ |
| 1992 | Rough Trade                               | Hank                            | Kortfilm                             |
| 1994 | Mirror, Mirror 2: Raven Dance             | Christian                       |                                      |
| 1994 | There Goes My Baby                        | J.D.                            |                                      |
| 1995 | Mirror, Mirror III: The Voyeur            | Joey                            |                                      |
| 1996 | The Destiny of Marty Fine                 | Brett                           |                                      |
| 1996 | The Dentist                               | Steve Landers                   |                                      |
| 1996 | Blood Money                               | Attorney                        |                                      |
| 1996 | The Last Big Thing                        | Brent Benedict                  |                                      |
| 1997 | On the 2nd Day of Christmas               | Bert                            | TV-film                              |
| 1998 | Safe Men                                  | Frank                           |                                      |
| 1998 | Houdini - en flört med döden              | Theo                            | TV-film                              |
| 1998 | Studio 54                                 | Ricko                           |                                      |
| 1999 | How Does Anyone Get Old?                  | Johnnie                         | Kortfilm                             |
| 1999 | A Fish in the Bathtub                     | Joel                            |                                      |
| 1999 | Ride with the Devil                       | Alf Bowden                      |                                      |
| 2000 | You Can Count on Me                       | Terry Prescott                  |                                      |
| 2000 | Committed                                 | T-Bo                            |                                      |
| 2001 | The Last Castle                           | Yates                           |                                      |
| 2001 | Apartment 12                              | Alex                            |                                      |
| 2002 | XX/XY                                     | Coles                           |                                      |
| 2002 | Windtalkers                               | Private Pappas                  |                                      |
| 2003 | My Life Without Me                        | Lee                             |                                      |
| 2003 | View from the Top                         | Ted Stewart                     |                                      |
| 2003 | In the Cut                                | Detective Giovanni A. Malloy    |                                      |
| 2004 | We Don't Live Here Anymore                | Jack Linden                     | Även som exekutiv producent          |
| 2004 | Eternal Sunshine of the Spotless Mind     | Stan                            |                                      |
| 2004 | 13 snart 30                               | Matt Flamhaff                   |                                      |
| 2004 | Collateral                                | Fanning                         |                                      |
| 2005 | Just Like Heaven                          | David Abbott                    |                                      |
| 2005 | Ryktet går…                               | Jeff Daly                       |                                      |
| 2006 | All the King's Men                        | Adam Stanton                    |                                      |
| 2007 | Chicago 10                                | Jerry Rubin (röst)              |                                      |
| 2007 | Zodiac                                    | Inspector Dave Toschi           |                                      |
| 2007 | Reservation Road                          | Dwight Arno                     |                                      |
| 2008 | Blindness                                 | Doctor                          |                                      |
| 2008 | What Doesn't Kill You                     | Brian Reilly                    |                                      |
| 2009 | The Brothers Bloom                        | Stephen                         |                                      |
| 2009 | Where the Wild Things Are                 | Adrian                          |                                      |
| 2009 | Sympathy for Delicious                    | Joe                             | Även som regissör och producent      |
| 2010 | The Kids Are All Right                    | Paul Hatfield                   |                                      |
| 2010 | Shutter Island                            | Chuck Aule / Dr. Lester Sheehan |                                      |
| 2010 | Date Night                                | Brad Sullivan                   |                                      |
| 2011 | Margaret                                  | Gerald Maretti                  |                                      |
| 2012 | The Avengers                              | Dr. Bruce Banner / Hulken       |                                      |
| 2012 | Thanks for Sharing                        | Adam                            |                                      |
| 2013 | Iron Man 3                                | Dr. Bruce Banner                | Okrediterad cameoroll                |
| 2013 | Now You See Me                            | Dylan Rhodes                    |                                      |
| 2013 | Begin Again                               | Dan Mulligan                    |                                      |
| 2014 | Infinitely Polar Bear                     | Cam Stuart                      | Även som exekutiv producent          |
| 2014 | Foxcatcher                                | Dave Schultz                    |                                      |
| 2014 | The Normal Heart                          | Ned Weeks                       | TV-film, även som exekutiv producent |
| 2015 | Avengers: Age of Ultron                   | Dr. Bruce Banner / Hulken       |                                      |
| 2015 | Spotlight                                 | Michael Rezendes                |                                      |
| 2016 | Now You See Me: The Second Act            | Dylan Rhodes                    |                                      |
| 2016 | Team Thor                                 | Dr. Bruce Banner                | Kortfilm                             |
| 2017 | Thor: Ragnarök                            | Dr. Bruce Banner / Hulken       |                                      |
| 2018 | Avengers: Infinity War                    | Dr. Bruce Banner / Hulken       |                                      |
| 2019 | Captain Marvel                            | Dr. Bruce Banner                | Okrediterad cameoroll                |
| 2019 | Avengers: Endgame                         | Dr. Bruce Banner / Hulken       |                                      |
| 2019 | Dark Waters                               | Robert Bilott                   |                                      |
| 2021 | Shang-Chi and the Legend of the Ten Rings | Dr. Bruce Banner                | Okrediterad cameoroll                |
| 2022 | The Adam Project                          | Louis Reed                      |                                      |
| 2023 | Poor Things                               | Duncan Wedderburn               |                                      |
| 2025 | Mickey 17                                 | Hieronymous Marshall            |                                      |
| 2026 | Spider-Man: Brand New Day                 | Dr. Bruce Banner / Hulken       |                                      |

### TV
| År   | Titel                     | Roll                  | Noteringar                              |
| ---- | ------------------------- | --------------------- | --------------------------------------- |
| 1989 | CBS Summer Playhouse      | Michael Dunne         | Avsnitt: "American Nuclear"             |
| 1994 | Due South                 | Vinnie Webber         | Avsnitt: "A Cop, a Mountie, and a Baby" |
| 2000 | The Beat                  | Zane Marinelli        | 8 avsnitt                               |
| 2020 | I Know This Much Is True  |                       |                                         |
| 2021 | What If...?               | Bruce Banner / Hulken | Röstroll                                |
| 2022 | She-Hulk: Attorney at Law | Bruce Banner / Hulken |                                         |